# 고로중학교
고로중학교는 대구광역시 군위군 삼국유사면 학성리에 있었던 사립 중학교이다.

## 학교 연혁
- 1966년 3월 1일 : 개교
- 2008년 3월 1일 : 군위댐 건설로 인해 수몰 및 폐교[2]